# Solitaire's Journey
Solitaire's Journey est un jeu vidéo de réflexion sorti en 1992 sur PC et Amiga. Il a été développé et édité par Quantum Quality Productions. Il s'agit d'une variante du solitaire.

## Accueil
- PC Zone : 87 %[1]